# Черевково (Архангельская область)
Черевко́во — село в Красноборском районе Архангельской области России. Административный центр Черевковского сельского поселения.

## Этимология
Название села типично славянское. Так, восточнославянские племена, осваивая побережье реки Северной Двины, не могли не отметить её изгиба, излучины — «чрева». Отсюда и название Черевково — «село стоящее на изгибе реки».

## География
Село расположено на левом берегу Северной Двины, в 500 км от Архангельска. Через него проходит автодорога 11Р-003 «Усть-Вага» — Ядриха. С конца мая и до середины июля длится период белых ночей.

## История
Точная дата образования села неизвестна. И, хотя первое упоминание о Черевковской волости, дошедшее до нас, относится к 1519 году, историки и краеведы считают, что возникновение села уходит в XIV век.
В 1613 году Черевково подверглось нападению польско-литовского отряда. По данным описания 1623—1626 годов, Черевковская волость входила в состав Двинской трети Устюжского уезда. В XVII веке Черевковский погост — самый населённый в Устюжском уезде, место деревенской торговли, занимающее первое место среди волостных Торжков по таможенным сборам. Этому способствовало выгодное положение Черевкова: вблизи водной дороги — Северной Двины на торговом тракте Великий Устюг — Холмогоры, в начале Вельского тракта, в окружении волостей по обоим берегам реки. 30-километровый сухопутный волок от реки Утюкса (приток Устьи) до Северной Двины соединял Черевково с Устьянскими сохами. С XVII века производимый в Черевковской волости хлеб поставлялся на рынки Устюга, Холмогор, Архангельска, Антониево-Сийскому и Соловецкому монастырям, в Сибирь. Благоприятные условия позволили создать самую крупную в Верхнем Подвинье местную породу молочно-мясного скота.
В XVIII—XIX веках Черевковская и Ляховская волости — второй после Сольвычегодска центр Подвинья по золотошвейному шитью. С XVII века до 30-х годов XX века Черевковская волость была центром старообрядцев в верхнем Подвинье. В Сольвычегодском уезде Вологодской губернии на рубеже XIX—XX веков насчитывалось 26 приходов с сильным влиянием старообрядцев, в основном беспоповцев. Черевково было центром филипповцев.
В 1844 году было открыто училище для мальчиков, в 1888 году — земская больница, в 1900 году — библиотека, в 1910 году — почтовое отделение, в 1912 году — телеграфное отделение.
С XVII века по 1924 год Черевково — волостное селение, с 1924 по 1959 год — центр Черевковского района, с 1959 по 1992 год — центр Черевковского сельсовета, с 1992 года — центр Черевковской сельской администрации, с 2006 года — центр МО «Черевковское».

## Население
| 2002 | 2009  | 2010  |
| ---- | ----- | ----- |
| 1240 | ↘1183 | ↘1005 |

## Известные уроженцы, жители
- Барешкин, Юрий Арсентьевич (1936) — директор совхоза «Черевковский» (1965—1990), кавалер ордена Ленина (1971)
- Ключарёв, Василий Васильевич (1728, Черевковская волость Великоустюгского уезда — не ранее 1790) — черносошный (государственный) крестьянин, депутат Комиссии об Уложении 1767—1768/1769 гг. (Собрания представителей российских сословий с совещательными правами, созванного Екатериной II для выработки нового свода законов) от черносошных крестьян Великоустюгской провинции Архангельской губернии.
- Онуфриев, Иван Николаевич (1873—1948) — художник, фотограф.
- Щипин, Павел Дмитриевич (1873—1934) — депутат Государственной Думы первого (1906) и второго (1907) созывов, кандидат в депутаты Учредительного собрания от Трудовой народно-социалистической партии (1917).

## Достопримечательности

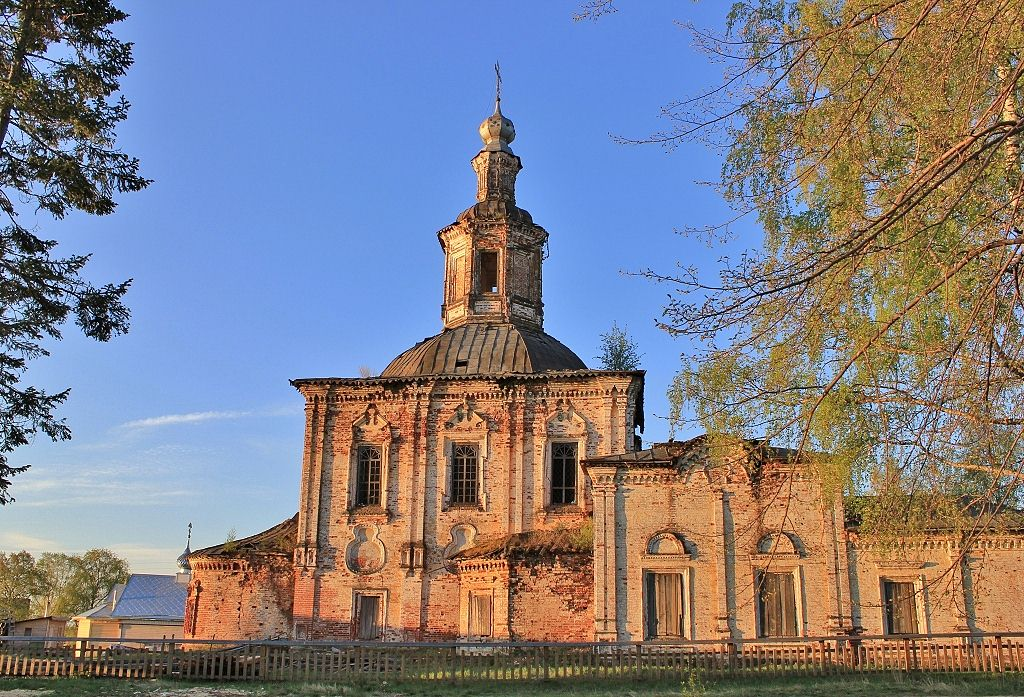
Церковь Троицы Живоначальной (май 2012)
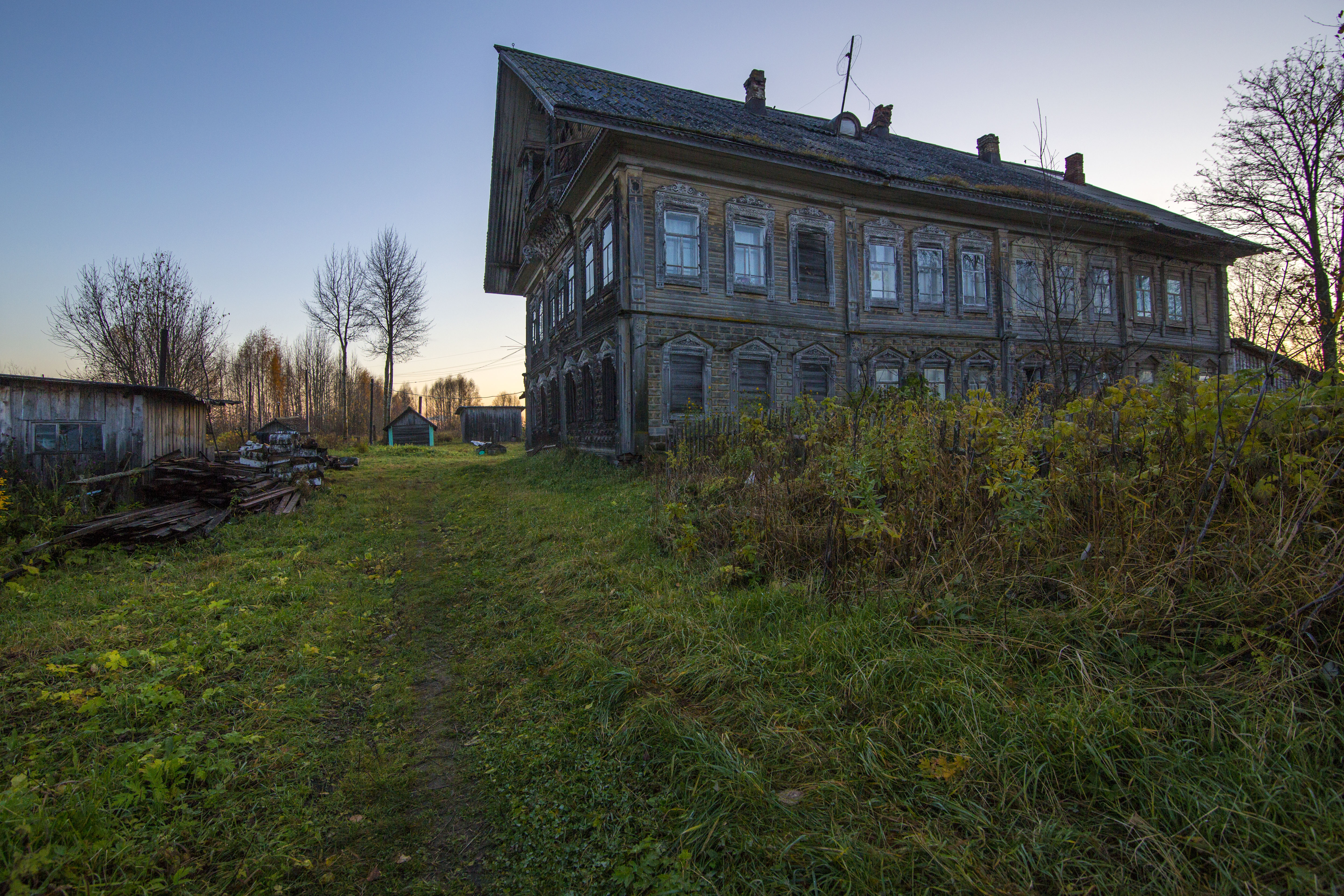
Дом купца М.С. Гусева

- Троицкая церковь 1726 года постройки. В июле 1939 года церковь закрыли[7]. В июле 2014 обрушился её купол[8].
- Дом купца первой гильдии М. С. Гусева, 1886 года постройки.

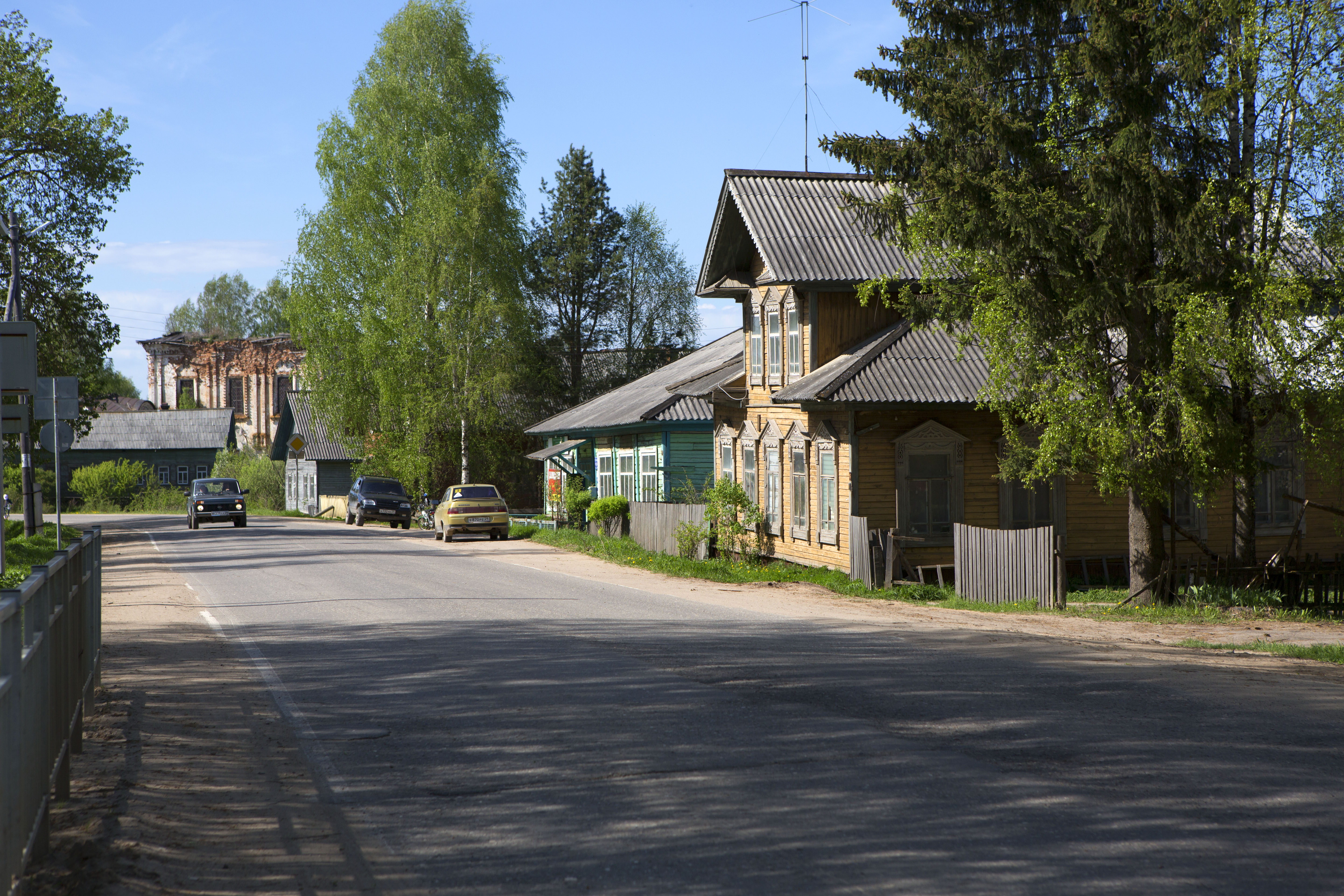
Улица Первомайская. На заднем плане Троицкая церковь с обрушенным куполом (май 2018)
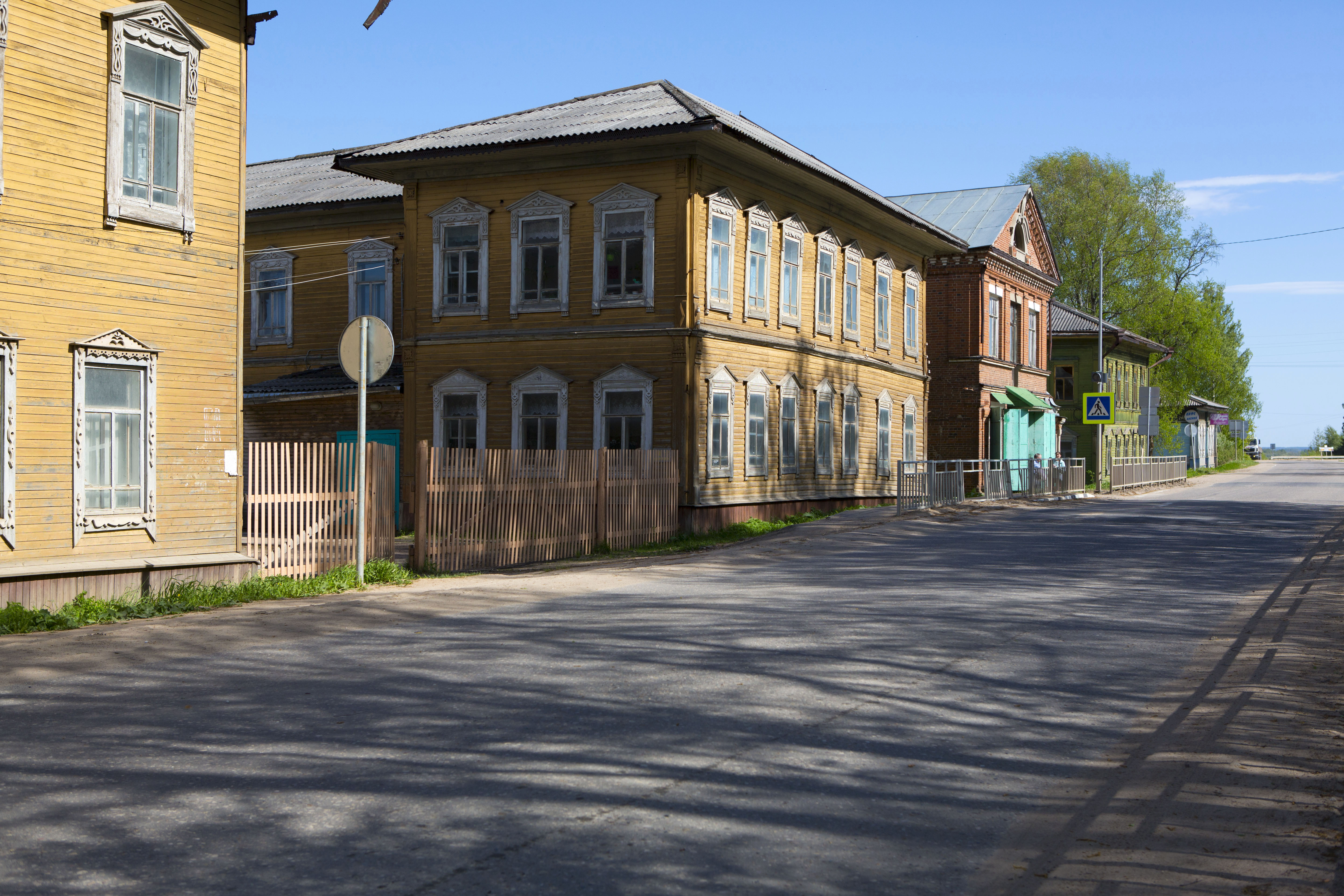
Улица Первомайская в сторону Комсомольской (май 2018)
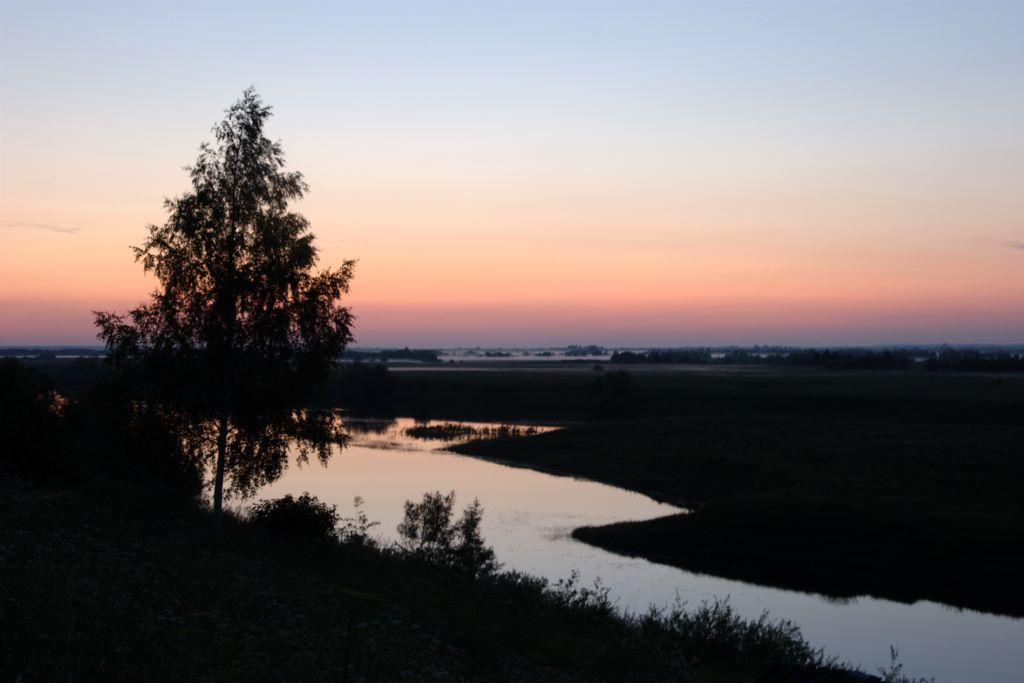
Вид на озеро Котище (июль 2009)

## Транспорт
Через село проходит несколько автобусных маршрутов дальнего следования, основным из которых является «Архангельск — Котлас».